# Ferdinand de Rothschild
Pour les autres membres de la famille, voir Famille Rothschild.
Ferdinand de Rothschild, né le 17 décembre 1839 à Paris et mort le 17 décembre 1898 à Waddesdon Manor, est un collectionneur d'art et homme politique britannique.

## Biographie
Fils de Anselm von Rothschild et petit-fils de Nathan Mayer Rothschild par sa mère, il quitte Vienne pour venir s'installer à Londres.
Il se fait construire entre 1874 et 1889 le Waddesdon Manor par l'architecte français Hippolyte Destailleur.
En 1883, Ferdinand de Rothschild devient High Sheriff of Buckinghamshire.
Il est membre de la Chambre des communes de 1885 à 1898.
En 1891, il rachète la collection de cartes d'adresse datant du XVIe – XVIIIe siècle, à l'architecte Hippolyte Destailleur, soit près de 700 objets. Il fait également don d'une collection d'œuvres d'art au British Museum. 
Il épouse le 7 juin 1865 sa cousine Evelina de Rothschild (1839-1866), fille de Lionel de Rothschild. Elle décéda l'année suivante. En sa mémoire, Ferdinand fit construire l'Evelina Hospital for Sick Children (en) à Southwark, au sud de Londres.

## Source de la traduction
- (en) Cet article est partiellement ou en totalité issu de l’article de Wikipédia en anglais intitulé « Ferdinand James von Rothschild » (voir la liste des auteurs).